# Pomadasys schyrii
Pomadasys schyrii es una especie de peces de la familia Haemulidae en el orden de los Perciformes.

## Distribución geográfica
Se encuentra en Ecuador.